# 第9回日本レコード大賞
第9回日本レコード大賞（だいきゅうかいにほんレコードたいしょう）は、1967年（昭和42年）12月16日に渋谷公会堂で行われた、9回目の『日本レコード大賞』である。

## 概要
第9回の大賞は、ジャッキー吉川とブルー・コメッツの「ブルー・シャトウ」に決定した。ジャッキー吉川とブルー・コメッツは初の受賞。グループ・サウンズとして史上初。
この年から会場を日比谷公会堂から渋谷公会堂に移した。 視聴率は1P下落の12.5%。
12月16日の開催は、歴代の大会の中で最も早い開催である。

## 司会
- 三木鮎郎 - 3度目の司会。

## 受賞作品・受賞者一覧

### 日本レコード大賞
- 「ブルー・シャトウ」
  - 歌手:ジャッキー吉川とブルー・コメッツ
  - 作詞:橋本淳
  - 作曲:井上忠夫
  - 編曲:森岡賢一郎

### 歌唱賞
- 「君こそわが命」
  - 歌手:水原弘 - 1959年は「黒い花びら」で大賞を受賞しており、二冠を達成。
- 「小指の想い出」
  - 歌手:伊東ゆかり

### 新人賞
- 永井秀和（曲:「恋人と呼んでみたい」）
- 佐良直美（曲:「世界は二人のために」）

### 作曲賞
- 「霧の摩周湖」（歌:布施明）/「渚のセニョリーナ」（歌:梓みちよ）
  - 作曲:平尾昌晃

### 編曲賞
- 「レッツゴー運命」他（歌・寺内タケシとブルージーンズ）
  - 編曲:寺内タケシ

### 作詩賞
- 「霧のかなたに」（歌:黛ジュン）/「恋のフーガ」（歌:ザ・ピーナッツ）
  - 作詞:なかにし礼

### 特別賞
- 石原裕次郎

### 企画賞
- 「歌と音でつづる明治」
  - キングレコード(株) - 3年ぶり2度目。

### 童謡賞
- 「うたう足の歌」（歌:杉並児童合唱団）

## TV中継スタッフ
- プロデューサー：
- 総合演出：
- 舞台監督：
- 編成担当：
- 製作著作：TBS
- 主催：社団法人 日本作曲家協会、日本レコード大賞制定委員会、日本レコード大賞実行委員会